# La clave para conquistarte
La clave para conquistarte es el nombre del álbum debut del cantautor argentino Axel. Fue editado por Sony Music el 26 de marzo de 1999; el álbum alcanzó un gran número de ventas y registró éxitos como “La clave para conquistarte”, “Amada mía”, “Mamma mía” y “Te equivocas”. Participaron como productores Estéfano, Ronnie Foster y Léster Méndez.

## Lista de canciones
| La clave para conquistarte |                                  |                                                      |          |  |
| N.º                        | Título                           | Escritor(es)                                         | Duración |  |
| 1.                         | «La Mujer Que yo Amo»            | Joan Manuel Serrat                                   | 4:01     |  |
| 2.                         | «Amada Mía»                      | Estéfano                                             | 4:47     |  |
| 3.                         | «La Clave Para Conquistarte»     | Axel · Oscar A. Moreno                               | 4:27     |  |
| 4.                         | «Amigo Mío»                      | J. Belmonte                                          | 4:12     |  |
| 5.                         | «Mamma Mía»                      | Estéfano                                             | 4:21     |  |
| 6.                         | «Parece Mentira»                 | Omar Alfanno                                         | 3:38     |  |
| 7.                         | «No Quiero Fingir Amor»          | Axel · Oscar A. Moreno                               | 3:42     |  |
| 8.                         | «Señora»                         | Joan Manuel Serrat                                   | 3:42     |  |
| 9.                         | «Le Le Lei» (Canción Sin Nombre) | Estéfano                                             | 3:25     |  |
| 10.                        | «Te Equivocas»                   | Axel                                                 | 3:55     |  |
| 11.                        | «Libérate»                       | Estéfano                                             | 4:20     |  |
| 12.                        | «Sola, Sola» («Woman, Woman»)    | Albert Hammond Adapt. al español: Luis Gómez-Escolar | 3:36     |  |
| 47 min. Aprox.             |                                  |                                                      |          |  |

## Sencillos
- Mamma mía - Azúcar Moreno (1998)
- Amada mía (1999)
- La clave para conquistarte (1999)
- Te equivocas (2000)

- Datos: Q5966220